# Ruellia schnellii
Espèce
Classification phylogénétique
Ruellia schnellii est une espèce de plantes à fleurs du genre Ruellia de la famille des Acanthaceae. C'est une plante herbacée ou arbustive à grandes fleurs rouges qui n'est connue que dans trois localités, dans l'ouest de la Guyane.